# Hemidactylus curlei
Hemidactylus curlei este o specie de șopârle din genul Hemidactylus, familia Gekkonidae, descrisă de William Kitchen Parker în anul 1942. Conform Catalogue of Life specia Hemidactylus curlei nu are subspecii cunoscute.